# Sleeper (gruppo musicale)
Gli Sleeper sono stati un gruppo musicale indie britannico degli anni novanta.
Il gruppo ha conosciuto la notorietà con una "cover" della canzone dei Blondie intitolata " Atomic ", che è stata usata nel film Trainspotting (1996) di Danny Boyle.

## Discografia

### Album
- Smart - febbraio 1995
- The It Girl - maggio 1996
- Pleased To Meet You - ottobre 1997

### Singoli
- Swallow - gennaio 1994
- Delicious - maggio 1994
- Inbetweener - gennaio 1995
- Vegas - aprile 1995
- What Do I Do Now - ottobre 1995
- Sale Of The Century - maggio 1996
- Nice Guy Eddie - luglio 1996
- Statuesque - ottobre 1996
- She's A Good Girl - ottobre 1997
- Romeo Me - dicembre 1997